# Rasmus Højlund
Rasmus Winther Højlund (Copenaghen, 4 febbraio 2003) è un calciatore danese, attaccante del Manchester Utd e della nazionale danese.

## Biografia
Il padre Anders è stato a sua volta un calciatore, attivo durante gli anni novanta e duemila, mentre la madre ha praticato atletica leggera a livello professionistico. Anche i suoi due fratelli minori, i gemelli Emil ed Oscar (nati nel 2005), hanno intrapreso una carriera da calciatori, entrando similmente a far parte del settore giovanile del Copenaghen.

## Caratteristiche tecniche
Talento precoce, è un centravanti di piede mancino che può svariare su tutto il fronte offensivo. Veloce, dotato di buone qualità tecniche e fisiche ed in possesso di un buon fiuto per il gol, è stato paragonato al norvegese Erling Haaland, a cui ha peraltro dichiarato di ispirarsi.

## Carriera

### Club

#### Gli inizi
Cresciuto nel settore giovanile del Copenaghen, debutta in prima squadra il 25 ottobre 2020 in occasione dell'incontro di Superligaen vinto 1-0 contro l'Aarhus. Seguiranno poi altre quattro presenze, una delle quali nella coppa nazionale.
Il 28 gennaio 2022 si trasferisce per 1,5 milioni di euro allo Sturm Graz, club della prima divisione austriaca.

#### Atalanta
Il 27 agosto seguente viene acquistato dall'Atalanta per 17 milioni di euro. Il 1º settembre debutta con i bergamaschi in Serie A, subentrando a Duván Zapata durante la quarta giornata di campionato vinta contro il Torino per 3-1. Segna il suo primo gol con la Dea il 5 settembre, in occasione dell'incontro vinto in casa del Monza (0-2). Termina la stagione con 10 reti messe a segno in 34 presenze complessive tra campionato e Coppa Italia.

#### Manchester United
Il 5 agosto 2023, dopo una sola stagione a Bergamo, passa a titolo definitivo al Manchester Utd per la cifra di 70 milioni di euro più ulteriori 10 milioni di bonus, sottoscrivendo con la squadra inglese un contratto fino al 30 giugno 2028. Esordisce con i Red Devils il 3 settembre nella sconfitta per 3-1 in casa dell'Arsenal. Il 20 settembre, nell'esordio in UEFA Champions League segna il primo gol con gli inglesi nella partita persa per 4-3 in casa del Bayern Monaco. Il 3 ottobre mette a segno anche la sua prima doppietta sempre nella suddetta competizione, inutile ai fini del risultato, vista la sconfitta interna contro il Galatasaray per 3-2. Il 14 ottobre viene incluso nella lista dei 25 finalisti del premio European Golden Boy, assegnato dal quotidiano Tuttosport al miglior giocatore Under-21 militante in un campionato europeo. In Premier League si sblocca il 26 dicembre, segnando il gol vittoria contro l'Aston Villa. Dopo una prima parte di stagione stentata, Højlund è protagonista di un buon girone di ritorno che gli permettono di concludere l'annata con 10 gol in Premier League, andando in doppia cifra per la prima volta in carriera e diventando il capocannoniere del Manchester United alla pari con Bruno Fernandes. Nella stagione seguente invece segna 4 gol in Premier, con lo United che si piazza poco sopra la zona retrocessione, e altri 6 in Europa League, terminata con la finale persa contro il Tottenham.

### Nazionale
Dopo aver rappresentato le nazionali giovanili (dall'Under-16 all'Under-19), il 4 giugno 2022 esordisce con la nazionale U-21 danese, giocando l'ultima mezzora della partita vinta 3-0 contro i pari età del Kazakistan.
Il 22 settembre 2022 riceve dal CT Kasper Hjulmand la sua prima chiamata in nazionale maggiore, debuttando ufficialmente in occasione della sconfitta esterna per 2-1 contro la Croazia in Nations League; nell'occasione, sostituendo Thomas Delaney al 60' di gioco.
Il 23 marzo 2023 viene schierato per la prima volta titolare in un match valido per le qualificazioni al campionato d'Europa 2024, in cui realizza i suoi primi gol in nazionale, mettendo a segno la tripletta decisiva grazie alla quale i biancorossi vincono per 3-1 contro la Finlandia. Tre giorni più tardi è nuovamente protagonista con una doppietta, non riuscendo tuttavia ad evitare la sconfitta per 3-2 contro il Kazakistan.

## Statistiche

### Presenze e reti nei club
Statistiche aggiornate al 23 maggio 2025.
| Stagione              | Squadra               | Campionato            | Campionato | Campionato | Coppe nazionali | Coppe nazionali | Coppe nazionali | Coppe continentali | Coppe continentali | Coppe continentali | Altre coppe | Altre coppe | Altre coppe | Totale | Totale | Totale |
| Stagione              | Squadra               | Comp                  | Pres       | Reti       | Comp            | Pres            | Reti            | Comp               | Pres               | Reti               | Comp        | Pres        | Reti        | Pres   | Reti   |        |
| --------------------- | --------------------- | --------------------- | ---------- | ---------- | --------------- | --------------- | --------------- | ------------------ | ------------------ | ------------------ | ----------- | ----------- | ----------- | ------ | ------ | ------ |
| 2020-2021             | Copenaghen            | SL                    | 4          | 0          | CD              | 1               | 0               | -                  | -                  | -                  | -           | -           | -           | 5      | 0      |        |
| 2021-gen. 2022        | Copenaghen            | SL                    | 15         | 0          | CD              | 1               | 0               | UECL               | 11                 | 5                  | -           | -           | -           | 27     | 5      |        |
| Totale Copenaghen     | Totale Copenaghen     | Totale Copenaghen     | 19         | 0          |                 | 2               | 0               |                    | 11                 | 5                  |             | -           | -           | 32     | 5      |        |
| gen.-giu. 2022        | Sturm Graz            | BL                    | 18         | 9          | CA              | 1               | 1               | UEL                | 2                  | 1                  | -           | -           | -           | 21     | 12     |        |
| 2022-2023             | Atalanta              | A                     | 32         | 9          | CI              | 2               | 1               | -                  | -                  | -                  | -           | -           | -           | 34     | 10     |        |
| 2023-2024             | Manchester Utd        | PL                    | 30         | 10         | FACup+CdL       | 5+2             | 1+0             | UCL                | 6                  | 5                  | -           | -           | -           | 43     | 16     |        |
| 2024-2025             | Manchester Utd        | PL                    | 32         | 4          | FACup+CdL       | 3+2             | 0               | UEL                | 15                 | 6                  | CS          | 0           | 0           | 52     | 10     |        |
| Totale Manchester Utd | Totale Manchester Utd | Totale Manchester Utd | 62         | 14         |                 | 12              | 1               |                    | 21                 | 11                 |             | 0           | 0           | 95     | 26     |        |
| Totale carriera       | Totale carriera       | Totale carriera       | 131        | 32         |                 | 17              | 4               |                    | 34                 | 17                 |             | 0           | 0           | 182    | 53     |        |

### Cronologia presenze e reti in nazionale
| Cronologia completa delle presenze e delle reti in nazionale ― Danimarca | Cronologia completa delle presenze e delle reti in nazionale ― Danimarca | Cronologia completa delle presenze e delle reti in nazionale ― Danimarca | Cronologia completa delle presenze e delle reti in nazionale ― Danimarca | Cronologia completa delle presenze e delle reti in nazionale ― Danimarca | Cronologia completa delle presenze e delle reti in nazionale ― Danimarca | Cronologia completa delle presenze e delle reti in nazionale ― Danimarca | Cronologia completa delle presenze e delle reti in nazionale ― Danimarca |
| Data                                                                     | Città                                                                    | In casa                                                                  | Risultato                                                                | Ospiti                                                                   | Competizione                                                             | Reti                                                                     | Note                                                                     |
| ------------------------------------------------------------------------ | ------------------------------------------------------------------------ | ------------------------------------------------------------------------ | ------------------------------------------------------------------------ | ------------------------------------------------------------------------ | ------------------------------------------------------------------------ | ------------------------------------------------------------------------ | ------------------------------------------------------------------------ |
| 22-9-2022                                                                | Zagabria                                                                 | Croazia                                                                  | 2 – 1                                                                    | Danimarca                                                                | UEFA Nations League 2022-2023 - 1º turno                                 | -                                                                        | 60’                                                                      |
| 25-9-2022                                                                | Copenaghen                                                               | Danimarca                                                                | 2 – 0                                                                    | Francia                                                                  | UEFA Nations League 2022-2023 - 1º turno                                 | -                                                                        | 59’ 80’                                                                  |
| 23-3-2023                                                                | Copenaghen                                                               | Danimarca                                                                | 3 – 1                                                                    | Finlandia                                                                | Qual. Euro 2024                                                          | 3                                                                        |                                                                          |
| 26-3-2023                                                                | Astana                                                                   | Kazakistan                                                               | 3 – 2                                                                    | Danimarca                                                                | Qual. Euro 2024                                                          | 2                                                                        | 90+4’                                                                    |
| 16-6-2023                                                                | Copenaghen                                                               | Danimarca                                                                | 1 – 0                                                                    | Irlanda del Nord                                                         | Qual. Euro 2024                                                          | -                                                                        | 90+2’                                                                    |
| 19-6-2023                                                                | Lubiana                                                                  | Slovenia                                                                 | 1 – 1                                                                    | Danimarca                                                                | Qual. Euro 2024                                                          | 1                                                                        | 71’                                                                      |
| 7-9-2023                                                                 | Copenaghen                                                               | Danimarca                                                                | 4 – 0                                                                    | San Marino                                                               | Qual. Euro 2024                                                          | -                                                                        | 59’                                                                      |
| 10-9-2023                                                                | Helsinki                                                                 | Finlandia                                                                | 0 – 1                                                                    | Danimarca                                                                | Qual. Euro 2024                                                          | -                                                                        | 46’                                                                      |
| 14-10-2023                                                               | Copenaghen                                                               | Danimarca                                                                | 3 – 1                                                                    | Kazakistan                                                               | Qual. Euro 2024                                                          | -                                                                        | 90+1’                                                                    |
| 17-10-2023                                                               | Serravalle                                                               | San Marino                                                               | 1 – 2                                                                    | Danimarca                                                                | Qual. Euro 2024                                                          | 1                                                                        | 70’ 90+2’                                                                |
| 23-3-2024                                                                | Copenaghen                                                               | Danimarca                                                                | 0 – 0                                                                    | Svizzera                                                                 | Amichevole                                                               | -                                                                        | 83’                                                                      |
| 26-3-2024                                                                | Brøndbyvester                                                            | Danimarca                                                                | 2 – 0                                                                    | Fær Øer                                                                  | Amichevole                                                               | -                                                                        | 76’                                                                      |
| 5-6-2024                                                                 | Copenaghen                                                               | Danimarca                                                                | 2 – 1                                                                    | Svezia                                                                   | Amichevole                                                               | -                                                                        | 79’                                                                      |
| 8-6-2024                                                                 | Brøndbyvester                                                            | Danimarca                                                                | 3 – 1                                                                    | Norvegia                                                                 | Amichevole                                                               | -                                                                        | 63’                                                                      |
| 16-6-2024                                                                | Stoccarda                                                                | Slovenia                                                                 | 1 – 1                                                                    | Danimarca                                                                | Euro 2024 - 1º turno                                                     | -                                                                        | 83’                                                                      |
| 20-6-2024                                                                | Francoforte sul Meno                                                     | Danimarca                                                                | 1 – 1                                                                    | Inghilterra                                                              | Euro 2024 - 1º turno                                                     | -                                                                        | 67’                                                                      |
| 25-6-2024                                                                | Monaco di Baviera                                                        | Danimarca                                                                | 0 – 0                                                                    | Serbia                                                                   | Euro 2024 - 1º turno                                                     | -                                                                        | 59’                                                                      |
| 29-6-2024                                                                | Dortmund                                                                 | Germania                                                                 | 2 – 0                                                                    | Danimarca                                                                | Euro 2024 - Ottavi di finale                                             | -                                                                        | 81’                                                                      |
| 12-10-2024                                                               | Murcia                                                                   | Spagna                                                                   | 1 – 0                                                                    | Danimarca                                                                | UEFA Nations League 2024-2025 - 1º turno                                 | -                                                                        | 78’                                                                      |
| 15-10-2024                                                               | San Gallo                                                                | Svizzera                                                                 | 2 – 2                                                                    | Danimarca                                                                | UEFA Nations League 2024-2025 - 1º turno                                 | -                                                                        | 57’                                                                      |
| 15-11-2024                                                               | Copenaghen                                                               | Danimarca                                                                | 1 – 2                                                                    | Spagna                                                                   | UEFA Nations League 2024-2025 - 1º turno                                 | -                                                                        | 79’                                                                      |
| 18-11-2024                                                               | Leskovac                                                                 | Serbia                                                                   | 0 – 0                                                                    | Danimarca                                                                | UEFA Nations League 2024-2025 - 1º turno                                 | -                                                                        | 70’                                                                      |
| 20-3-2025                                                                | Copenaghen                                                               | Danimarca                                                                | 1 – 0                                                                    | Portogallo                                                               | UEFA Nations League 2024-2025 - Quarti di finale                         | 1                                                                        | 69’                                                                      |
| 23-3-2025                                                                | Lisbona                                                                  | Portogallo                                                               | 5 – 2 dts                                                                | Danimarca                                                                | UEFA Nations League 2024-2025 - Quarti di finale                         | -                                                                        | 73’                                                                      |
| 7-6-2025                                                                 | Copenaghen                                                               | Danimarca                                                                | 2 – 1                                                                    | Irlanda del Nord                                                         | Amichevole                                                               | -                                                                        | 65’                                                                      |
| 10-6-2025                                                                | Odense                                                                   | Danimarca                                                                | 5 – 0                                                                    | Lituania                                                                 | Amichevole                                                               | -                                                                        | 72’                                                                      |
| Totale                                                                   |                                                                          | Presenze                                                                 | 26                                                                       |                                                                          | Reti                                                                     | 8                                                                        |                                                                          |

| Cronologia completa delle presenze e delle reti in nazionale ― Danimarca under 21 | Cronologia completa delle presenze e delle reti in nazionale ― Danimarca under 21 | Cronologia completa delle presenze e delle reti in nazionale ― Danimarca under 21 | Cronologia completa delle presenze e delle reti in nazionale ― Danimarca under 21 | Cronologia completa delle presenze e delle reti in nazionale ― Danimarca under 21 | Cronologia completa delle presenze e delle reti in nazionale ― Danimarca under 21 | Cronologia completa delle presenze e delle reti in nazionale ― Danimarca under 21 | Cronologia completa delle presenze e delle reti in nazionale ― Danimarca under 21 |
| Data                                                                              | Città                                                                             | In casa                                                                           | Risultato                                                                         | Ospiti                                                                            | Competizione                                                                      | Reti                                                                              | Note                                                                              |
| --------------------------------------------------------------------------------- | --------------------------------------------------------------------------------- | --------------------------------------------------------------------------------- | --------------------------------------------------------------------------------- | --------------------------------------------------------------------------------- | --------------------------------------------------------------------------------- | --------------------------------------------------------------------------------- | --------------------------------------------------------------------------------- |
| 4-6-2022                                                                          | Vejle                                                                             | Danimarca under 21                                                                | 3 – 0                                                                             | Kazakistan under 21                                                               | Qual. Europeo Under-21 2023                                                       | -                                                                                 | 63’                                                                               |
| 10-6-2022                                                                         | Vejle                                                                             | Danimarca under 21                                                                | 1 – 1                                                                             | Scozia under 21                                                                   | Qual. Europeo Under-21 2023                                                       | -                                                                                 | 68’                                                                               |
| 14-6-2022                                                                         | Vejle                                                                             | Danimarca under 21                                                                | 3 – 2                                                                             | Turchia under 21                                                                  | Qual. Europeo Under-21 2023                                                       | -                                                                                 | 62’                                                                               |
| Totale                                                                            |                                                                                   | Presenze                                                                          | 3                                                                                 |                                                                                   | Reti                                                                              | 0                                                                                 |                                                                                   |

## Palmarès

### Club

#### Competizioni nazionali
- Campionato danese: 1

Copenaghen: 2021-2022
- Coppa d'Inghilterra: 1

Manchester United: 2023-2024